# قصص مذهلة (مسلسل تلفزيوني 2020)
قصص مذهلة (بالإنجليزية: Amazing Stories)‏ هي سلسلة مختارات أمريكية مبنية على المسلسل التلفزيوني عام 1985 الذي يحمل نفس الاسم الذي أنشأه ستيفن سبيلبرغ. تم إنتاج المسلسل لصالح أبل تي في + ومن بين المنتجين التنفيذيين للمسلسل سبيلبرغ، وإدوارد كتسس، وآدم هوروويتز، وداريل فرانك، وجوستين فالفي. تم عرضه لأول مرة في 6 مارس 2020.